# 人中
人中是解剖學上的一個名詞。指上顎骨左右兩部份在鼻下接合的部份。中國傳統針灸在人中有人中穴，屬於督脈。「人中」這個名詞雖然有「人」字，但基於相近的生理結構，其實大多數哺乳類動物均有「人中」，均指從鼻子到上唇間的部份。

## 其他動物
一些哺乳动物同时也有“人中”。

## 參阅
- 唇
- 口